# Carlo Augusto di Nassau-Weilburg
Carlo Augusto di Nassau-Weilburg (tedesco: Karl August; Weilburg, 17 settembre 1685 – Weilburg, 9 novembre 1753) è stato dal 1719 al 1753 principe di Nassau-Weilburg.

## Biografia

### Infanzia

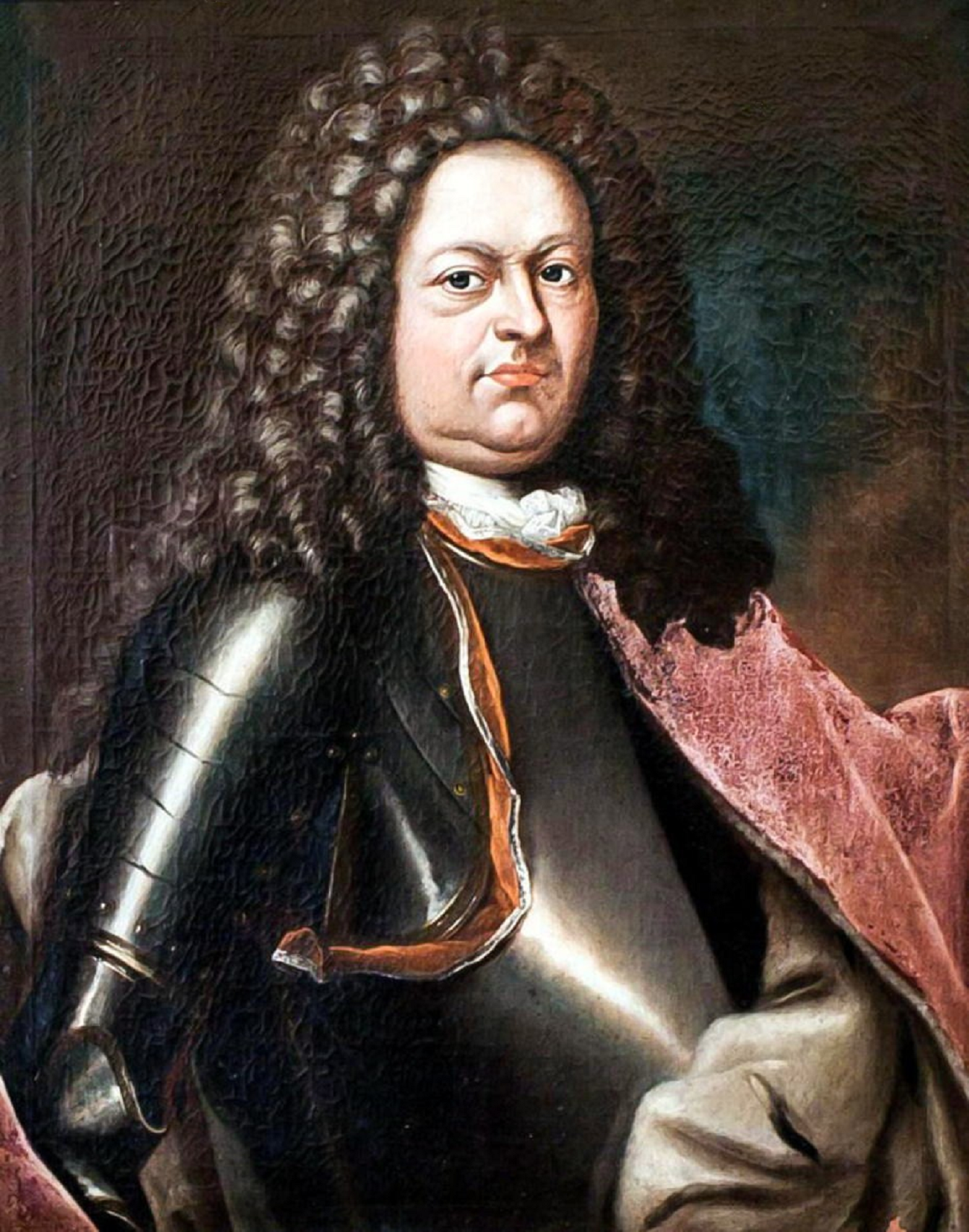
Giovanni Ernesto di Nassau-Weilburg

Carlo Augusto era il secondo figlio maschio di Giovanni Ernesto di Nassau-Weilburg e Maria Polissena di Leiningen-Dagsburg-Hartenburg.

### Carriera diplomatica
In gioventù, lavorò come diplomatico per la Sassonia; per un po' fu l'ambasciatore sassone a Parigi. Succedette a suo padre come Principe di Nassau-Weilburg il 27 febbraio 1719.

### Matrimonio

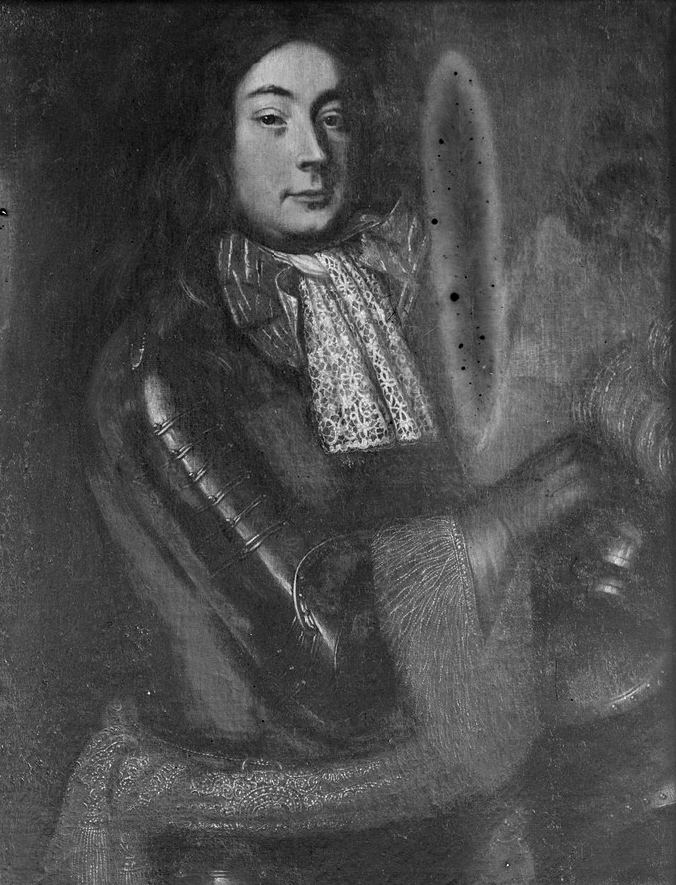
Giorgio Augusto, conte di Nassau-Idstein

Carlo Augusto sposò il 17 agosto 1723 a Wiesbaden, la principessa Augusta Federica di Nassau-Idstein (1699–1750), figlia di Giorgio Augusto, conte di Nassau-Idstein.

### Carriera militare

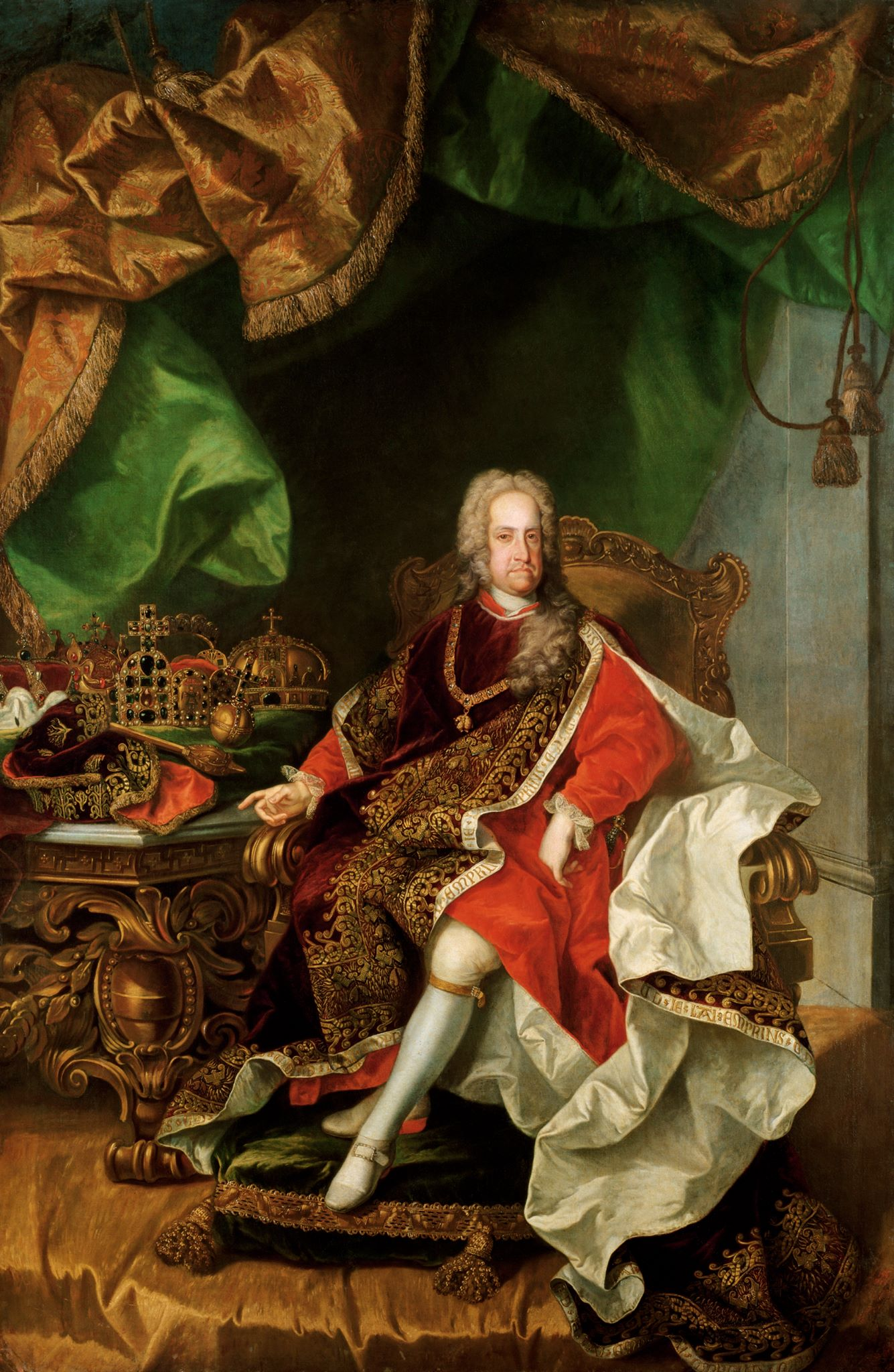
Carlo VI d'Asburgo ritratto da Johann Gottfried Auerbach

Nel 1733 e nel 1734, comandò le truppe imperiali sul Reno come generale di cavalleria imperiale per conto di Carlo VI d'Asburgo.

### Principe di Weilburg

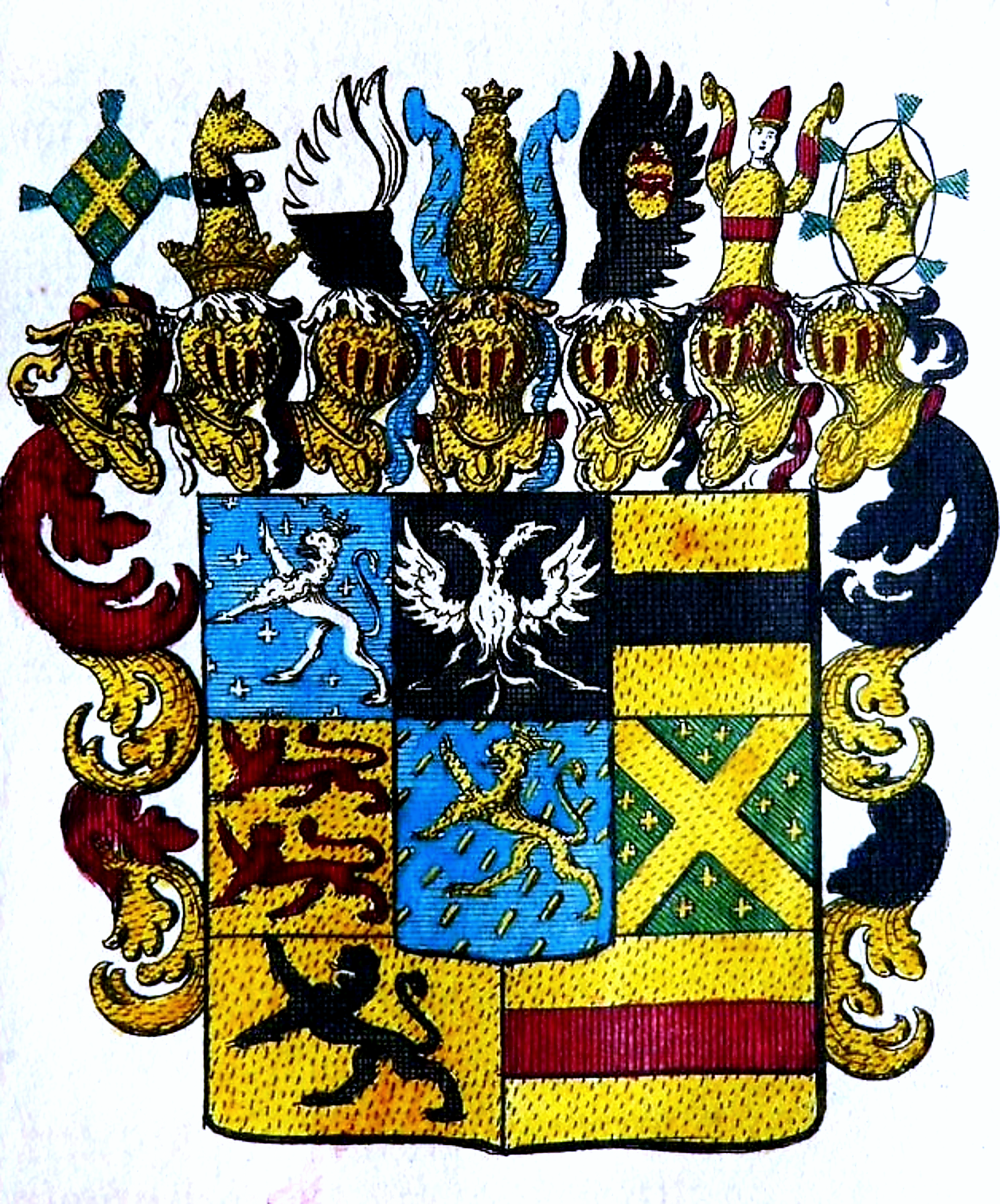
Armoriale dei Principi di Nassau-Weilburg

Nel 1737 assunse il titolo di principe, che era stato concesso alla famiglia nel 1688. Nel 1688 la famiglia, però, non aveva ottenuto il seggio principesco nella Dieta imperiale, e in segno di protesta, non aveva usato il suo titolo. Nel 1737, la sede nella dieta fu finalmente assegnato e Carlo Augusto iniziò a usare il suo titolo di Principe.

### Morte

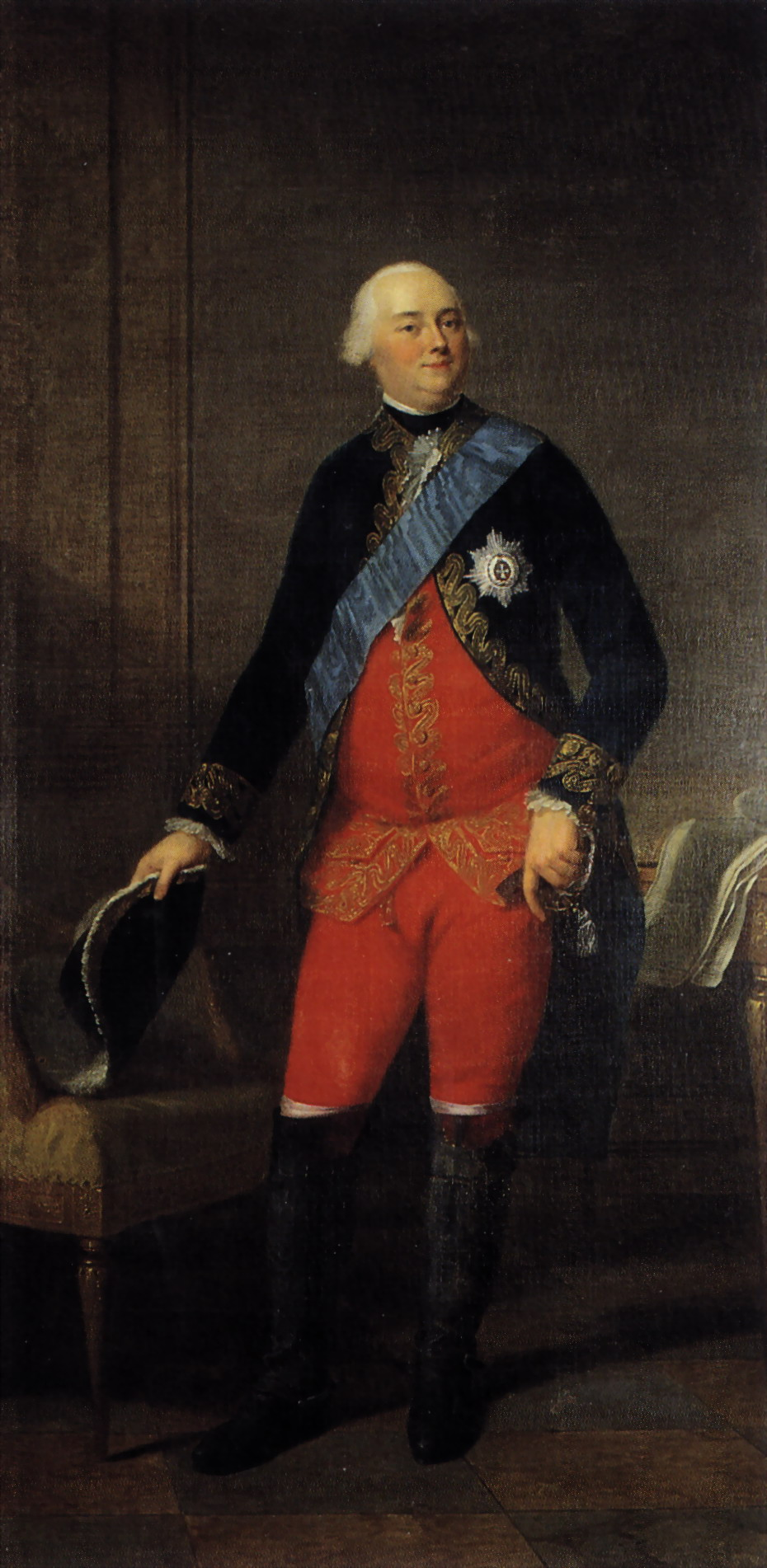
Carlo Cristiano di Nassau-Weilburg

Carlo Augusto morì nel 1753 e fu sepolto nella cappella del castello di Weilburg. Gli succedette il figlio Carlo Cristiano.

## Discendenza
Carlo Augusto e la principessa Augusta Federica di Nassau-Idstein ebbero sette figli:
- Henrietta Maria Dorothea (1724- 1724);
- Enrichetta Augusta Federica (1726–1757);
- Cristiana Luisa (1727-1727);
- Polissena Luisa Guglielmina (1728–1732);
- Cristiana Luisa Carlotta (1730–1732);
- Luisa Polissena (27 gennaio 1733 - 27 settembre 1764) sposò il principe Simone Augusto di Lippe-Detmold;
- Carlo Cristiano (1735–1788)

sposò prima nel 1760 la principessa Carolina di Orange-Nassau figlia di Guglielmo IV, Principe d'Orange (1743-1787)
sposò poi nel 1788 Barbara Giessen di Kirchheim.

## Ascendenza
|                                                  |   |                                            | Genitori                                     |  |  | Nonni |  |  | Bisnonni                            |  |  | Trisnonni                   |  |
|                                                  |   |                                            |                                              |  |  |       |  |  | Ernesto Casimiro di Nassau-Weilburg |  |  | Luigi II di Nassau-Weilburg |  |
|                                                  |   |                                            |                                              |  |  |       |  |  | Ernesto Casimiro di Nassau-Weilburg |  |  | Luigi II di Nassau-Weilburg |  |
|                                                  |   | Anna Maria d'Assia-Kassel                  |                                              |  |  |       |  |  | Ernesto Casimiro di Nassau-Weilburg |  |  |                             |  |
| Federico di Nassau-Weilburg                      |   |                                            |                                              |  |  |       |  |  | Ernesto Casimiro di Nassau-Weilburg |  |  |                             |  |
|                                                  |   | Anna Maria di Sayn-Wittgenstein-Hachenburg | Guglielmo II di Sayn-Wittgenstein-Hachenburg |  |  |       |  |  |                                     |  |  |                             |  |
|                                                  |   | Anna Maria di Sayn-Wittgenstein-Hachenburg | Guglielmo II di Sayn-Wittgenstein-Hachenburg |  |  |       |  |  |                                     |  |  |                             |  |
|                                                  |   | Anna Maria di Sayn-Wittgenstein-Hachenburg | …                                            |  |  |       |  |  |                                     |  |  |                             |  |
| Giovanni Ernesto di Nassau-Weilburg              |   | Anna Maria di Sayn-Wittgenstein-Hachenburg |                                              |  |  |       |  |  |                                     |  |  |                             |  |
|                                                  |   | Ernesto di Sayn-Wittgenstein-Homburg       | …                                            |  |  |       |  |  |                                     |  |  |                             |  |
|                                                  |   | Ernesto di Sayn-Wittgenstein-Homburg       | …                                            |  |  |       |  |  |                                     |  |  |                             |  |
|                                                  |   | Ernesto di Sayn-Wittgenstein-Homburg       | …                                            |  |  |       |  |  |                                     |  |  |                             |  |
| Cristiana Elisabetta di Sayn-Wittgenstein        |   | Ernesto di Sayn-Wittgenstein-Homburg       |                                              |  |  |       |  |  |                                     |  |  |                             |  |
|                                                  |   | …                                          | …                                            |  |  |       |  |  |                                     |  |  |                             |  |
|                                                  |   | …                                          | …                                            |  |  |       |  |  |                                     |  |  |                             |  |
|                                                  |   | …                                          | …                                            |  |  |       |  |  |                                     |  |  |                             |  |
| Carlo Augusto di Nassau-Weilburg                 |   | …                                          |                                              |  |  |       |  |  |                                     |  |  |                             |  |
|                                                  | … | …                                          |                                              |  |  |       |  |  |                                     |  |  |                             |  |
|                                                  | … | …                                          |                                              |  |  |       |  |  |                                     |  |  |                             |  |
|                                                  | … | …                                          |                                              |  |  |       |  |  |                                     |  |  |                             |  |
| …                                                | … |                                            |                                              |  |  |       |  |  |                                     |  |  |                             |  |
|                                                  |   | …                                          | …                                            |  |  |       |  |  |                                     |  |  |                             |  |
|                                                  |   | …                                          | …                                            |  |  |       |  |  |                                     |  |  |                             |  |
|                                                  |   | …                                          | …                                            |  |  |       |  |  |                                     |  |  |                             |  |
| Maria Polissena di Leiningen-Dagsburg-Hartenburg |   | …                                          |                                              |  |  |       |  |  |                                     |  |  |                             |  |
|                                                  |   | …                                          | …                                            |  |  |       |  |  |                                     |  |  |                             |  |
|                                                  |   | …                                          | …                                            |  |  |       |  |  |                                     |  |  |                             |  |
|                                                  |   | …                                          | …                                            |  |  |       |  |  |                                     |  |  |                             |  |
| …                                                |   | …                                          |                                              |  |  |       |  |  |                                     |  |  |                             |  |
|                                                  |   | …                                          | …                                            |  |  |       |  |  |                                     |  |  |                             |  |
|                                                  |   | …                                          | …                                            |  |  |       |  |  |                                     |  |  |                             |  |
|                                                  |   | …                                          | …                                            |  |  |       |  |  |                                     |  |  |                             |  |
|                                                  |   | …                                          |                                              |  |  |       |  |  |                                     |  |  |                             |  |